# Carinodes albicollis
Carinodes albicollis är en stekelart som först beskrevs av Cameron 1885.  Carinodes albicollis ingår i släktet Carinodes och familjen brokparasitsteklar. Inga underarter finns listade.